# اندی موریس (بازیکن فوتبال)
اندی موریس (انگلیسی: Andy Morris؛ زادهٔ ۱۷ نوامبر ۱۹۶۷) بازیکن فوتبال اهل بریتانیا است.
از باشگاه‌هایی که در آن بازی کرده‌است می‌توان به باشگاه فوتبال هاکنال تاون، باشگاه فوتبال روترهام یونایتد، باشگاه فوتبال اکستر سیتی، باشگاه فوتبال چسترفیلد، و باشگاه فوتبال روچدیل اشاره کرد.